# Quadrat d'Or
Il Quadrat d'Or (in spagnolo non ufficiale Cuadrado de Oro, tradotto in italiano Quadrato d'Oro) è un'area situata nel quartiere dell'Eixample a Barcellona, dove c'è la maggiore concentrazione di edifici dell'architettura modernista.
Il Quadrat d'or è delimitato a nord dall'Avinguda Diagonal, a sud dalle tangenziali della città vecchia, a est dal Passeig de Sant Joan e a ovest dal Carrer Muntaner.
Tra i 150 edifici modernisti racchiusi in quest'area, considerata un museo a cielo aperto, si trovano Casa Milà (detta anche La Pedrera), Casa Batlló e Casa Amatller.

## Edifici principali del Quadrat d'Or

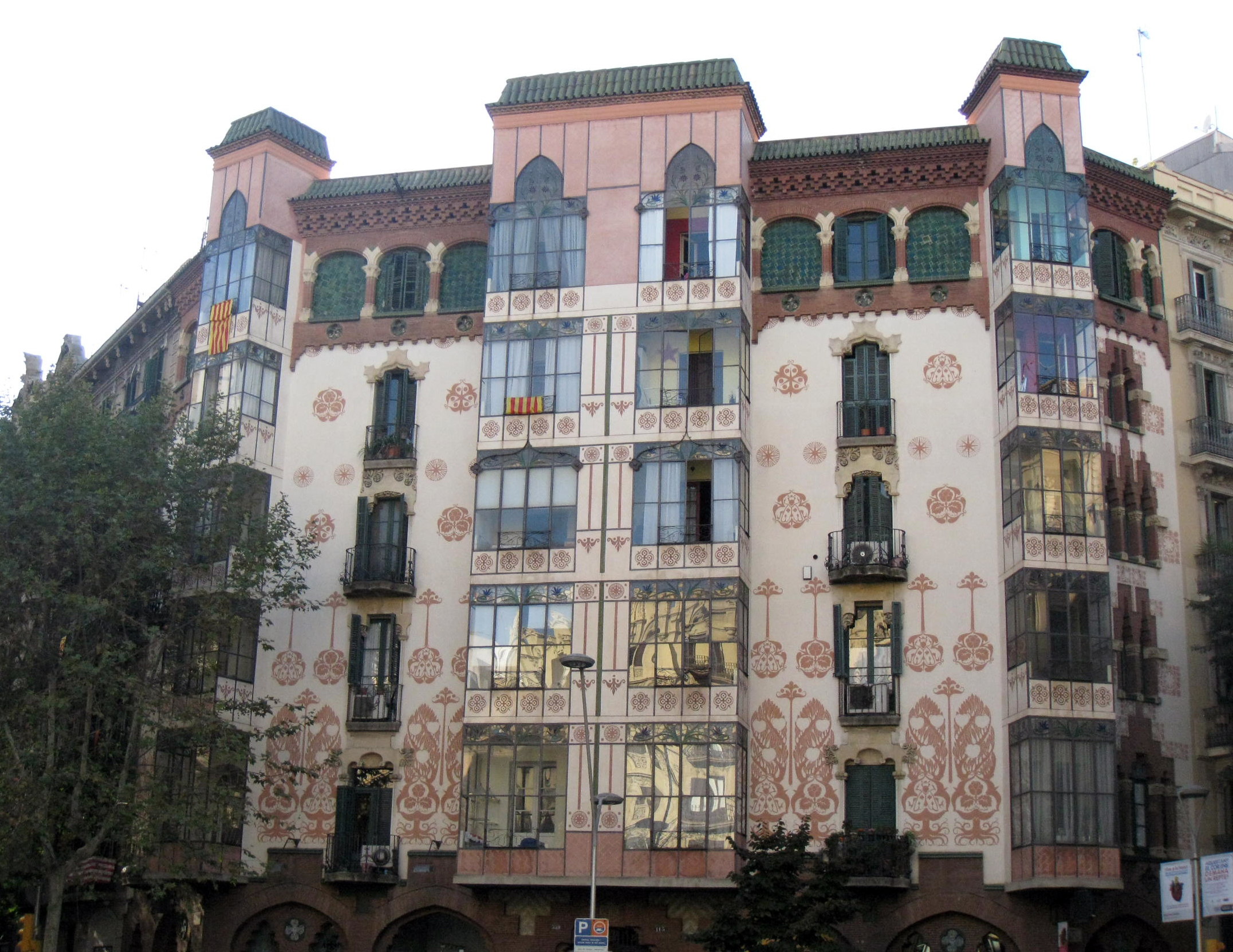
Casa Llopis Bofill di Antoni Maria Gallissà, C/ Bailén 113
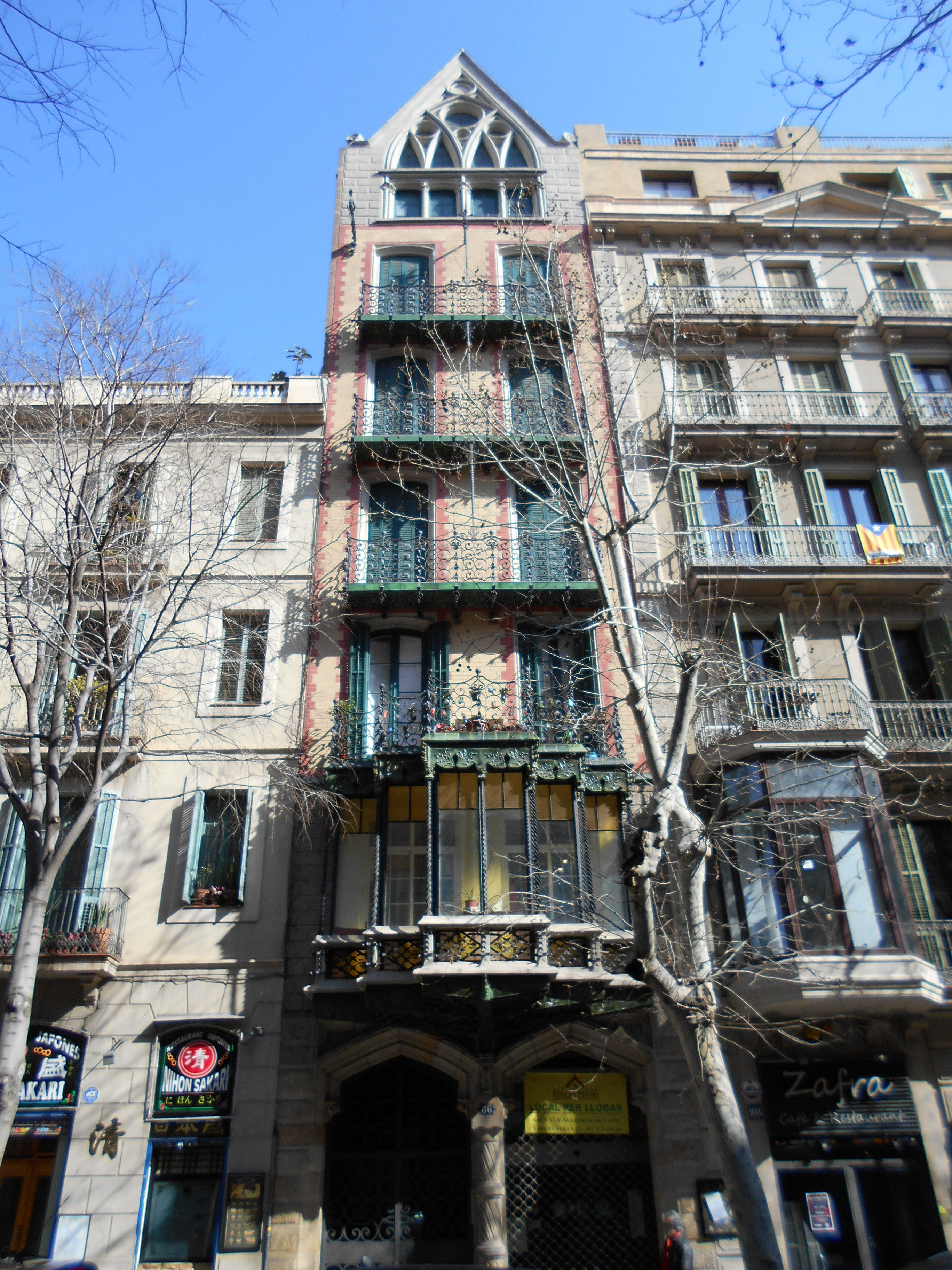
Casa Pomar di Joan Rubió, C/ de Girona, 86
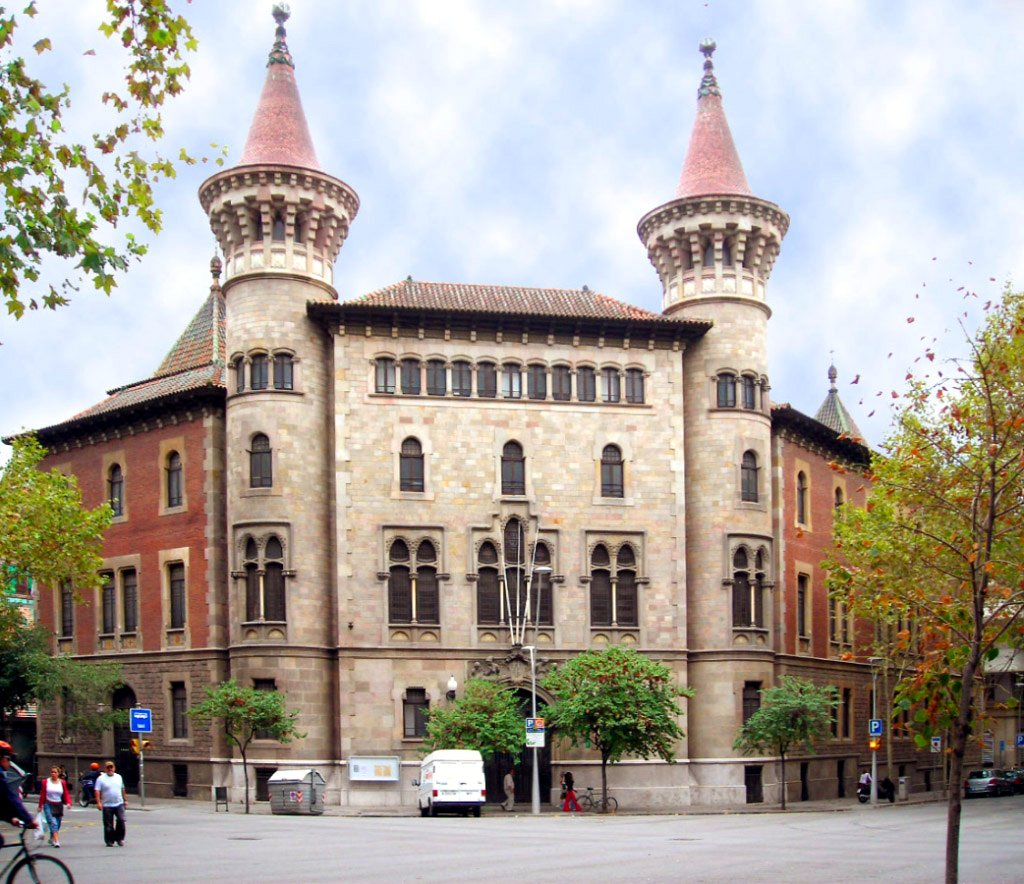
Conservatori municipal de música di Antoni Falguera, C/ del Bruc, 110
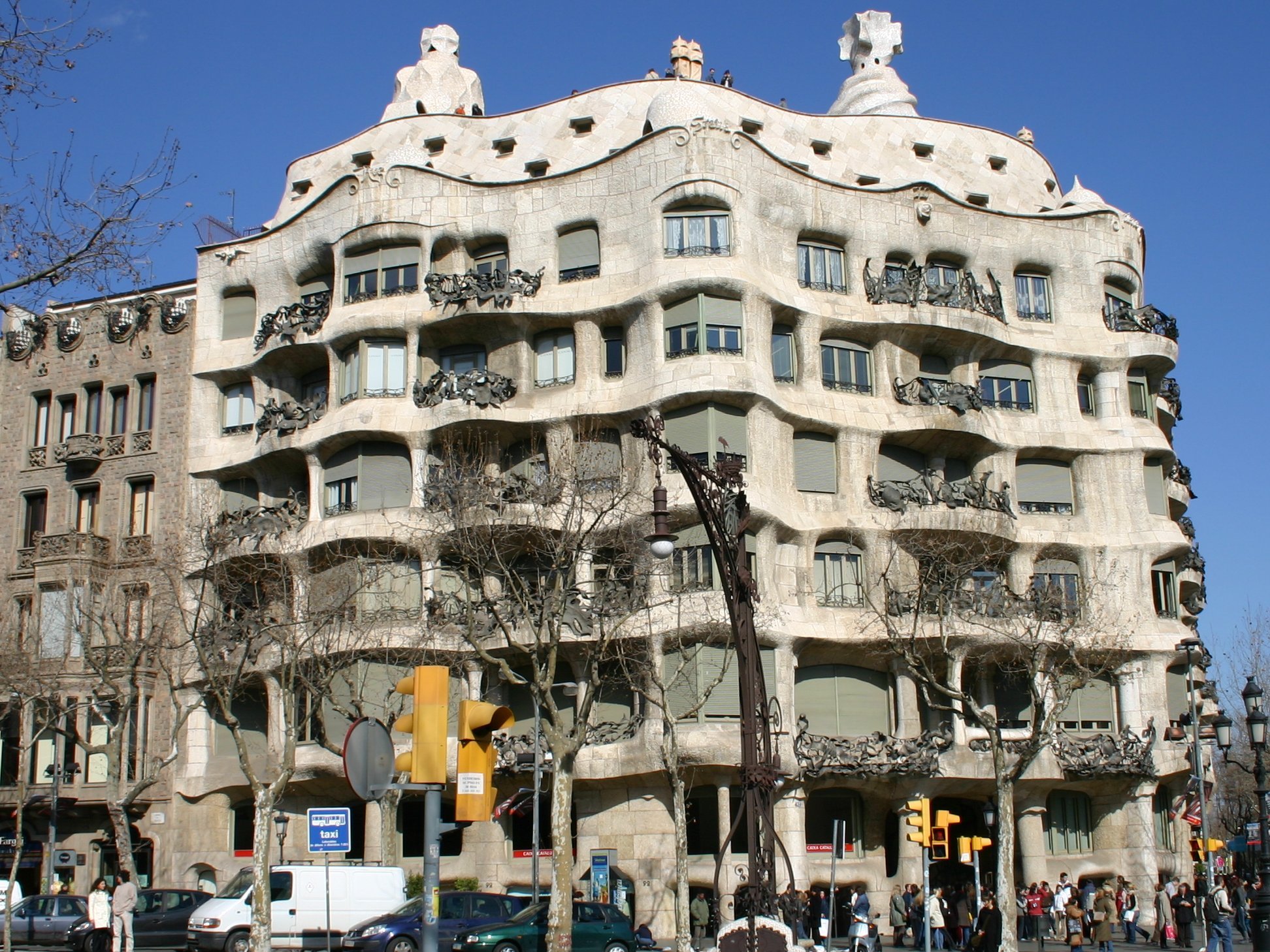
Casa Milà (La Pedrera) di Antoni Gaudí, Passeig de Gràcia 92
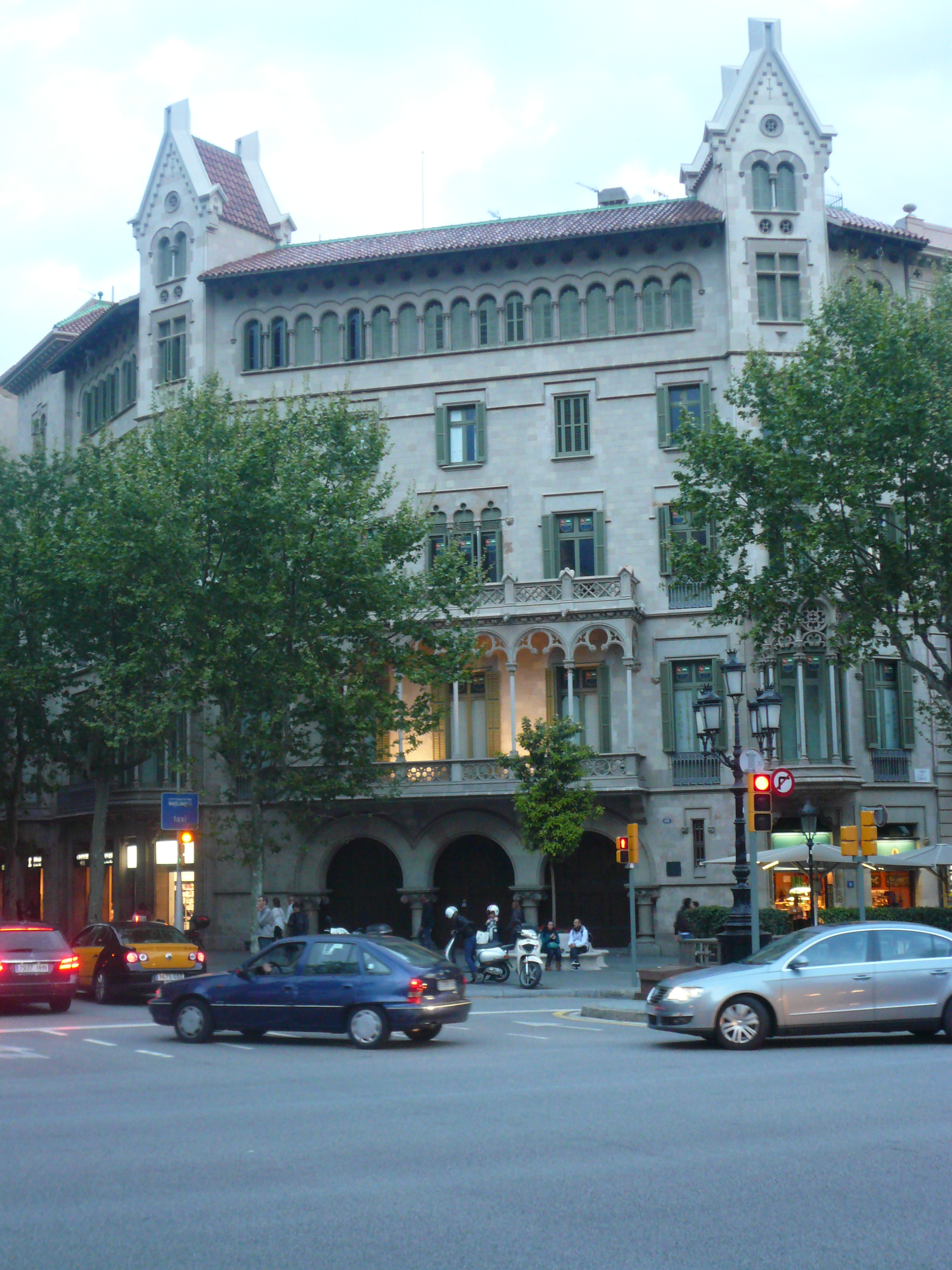
Casa Vídua Marfà di Manuel Comas, Passeig de Gràcia 66
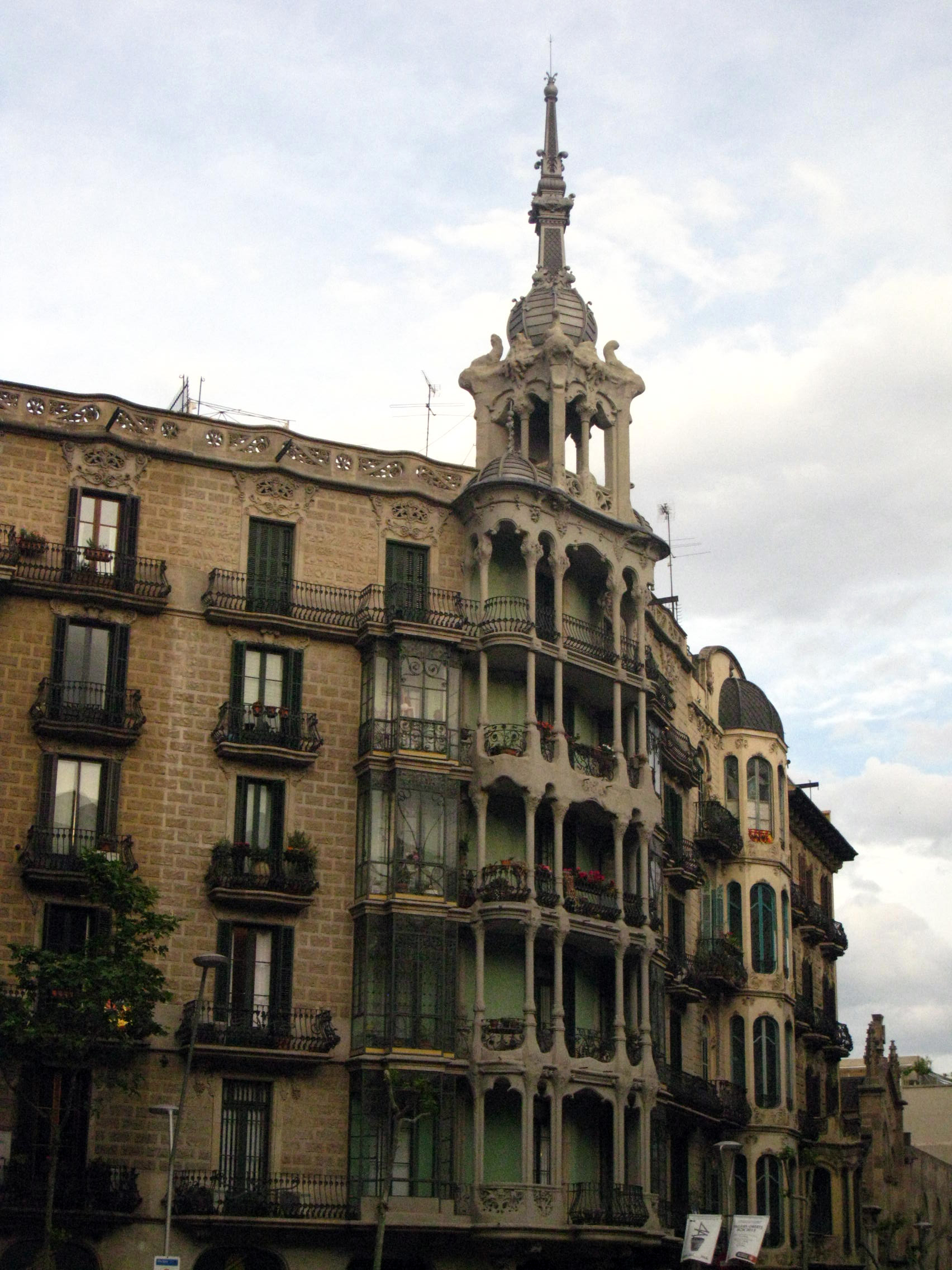
Casa Josefa Villanueva di Juli Maria Fossas, C/ Llúria 80
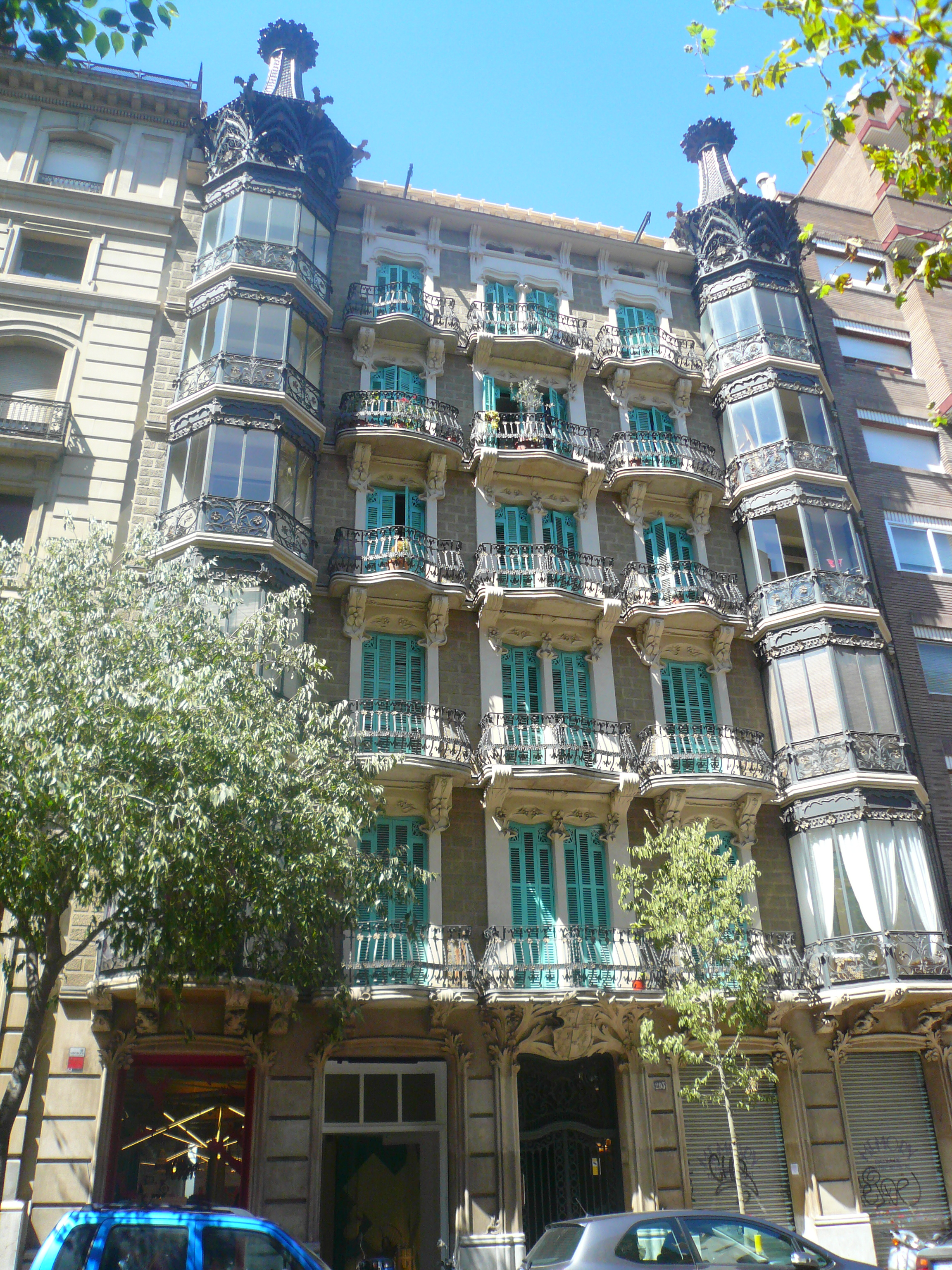
Casa Santurce di Miquel Madorell, C/ València 293
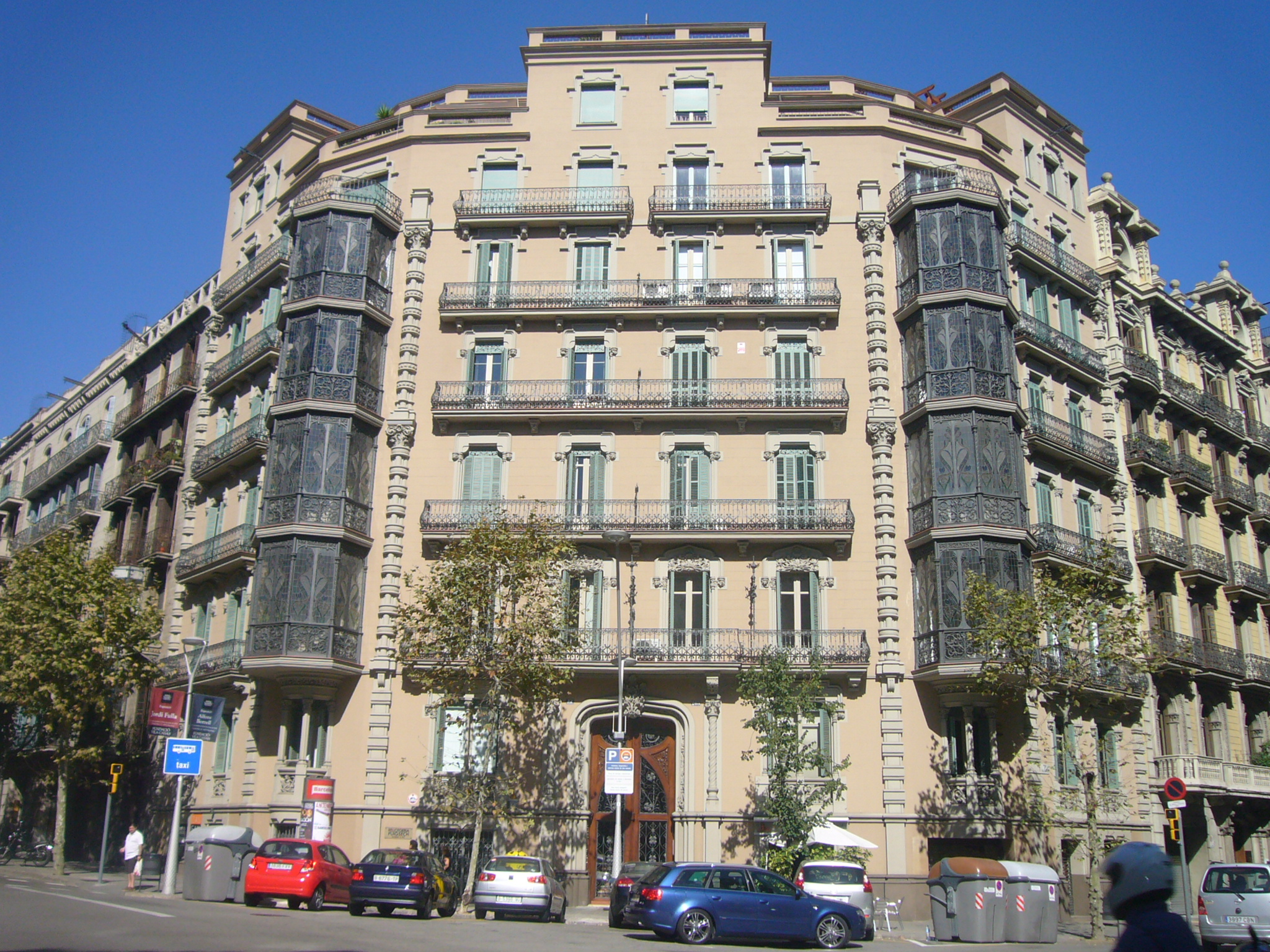
Casa Jaume Forn di Jeroni Ferran Granell, C/ Roger de Llúria 82
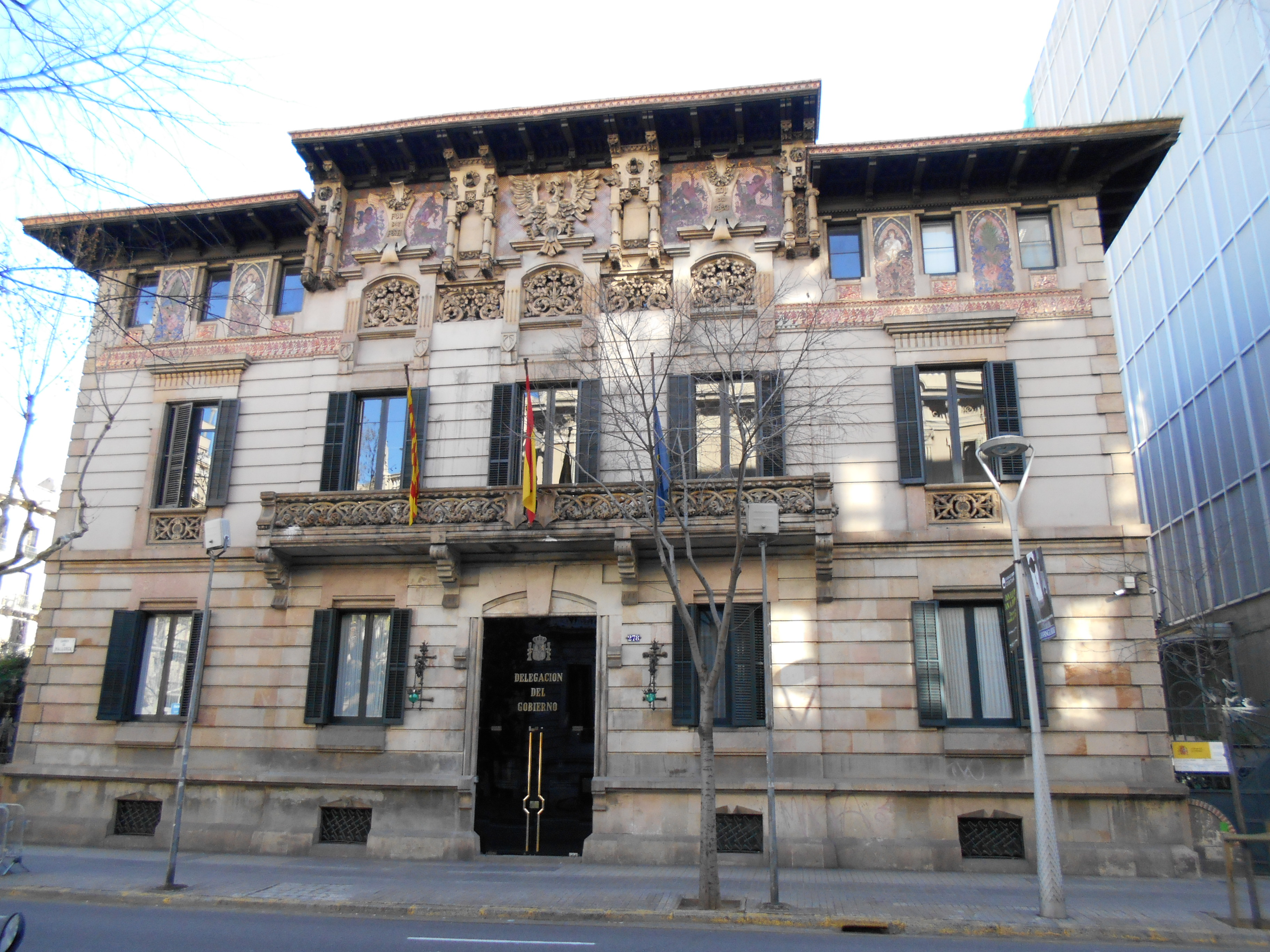
Palau Ramon Montaner di Josep Domènech i Estapà, C/ Mallorca 278